# Ekotextilie
Ekotextilie jsou alternativou k běžně používaným textiliím pro zabraňování růstu plevelů. Tyto textilie je mají průměrnou životnost 3–5 let a postupně se v přírodě rozkládají. 

## Vlastnosti
- Díky svým vlastnostem jsou 100% kompostovatelné
- Zamezují růstu plevelu díky tomu, že pohlcují sluneční záření.
- Snižují odpařování vody, tím pádem udržují půdní vlhkost.

Ekotextilie, které zabraňují růstu plevelu, jsou ekologickou alternativou k běžně používaným agrotextiliím a netkaným textiliím na bázi vláken vyrobených z ropy.
Na rozdíl od nich jsou vyrobeny ze 100% kompostovatelné biomasy. Mají průměrnou životnost 3–5 let – rozkládají se pod vlivem teploty a vlhkosti. Nezanechávají po svém rozkladu žádné nežádoucí chemické zbytky a na konci své životnosti slouží jako biologické hnojivo. Mohou plně nahradit herbicidy a jsou ideální pro ekologické pěstování plodin.

## Výhody ekotextilií
- pohlcují sluneční záření a tím zamezují růstu plevele
- jsou 100% kompostovatelné
- snižují odpařování vody, udržují půdní vlhkost, zabraňují tvorbě půdního škraloupu
- mají vynikající UV stabilitu (lepší než UV-stabilizované PP nebo PET geotextilie)
- obsahují přírodní zpomalovače hoření
- mají kompaktnější strukturu než rohože z juty nebo kokosových vláken – snáze se přepravují